# Пэрротт, Уильям
Уильям Пэрротт (англ. William Samuel Parrott; 1843—1915) — американский художник-пейзажист.

## Биография
Родился в 1843 году (по другим данным в 1844 году) в штате Миссури.
В возрасте четырёх лет Уильям вместе с семьей совершил сухопутное путешествие в прерии Орегона. Будучи ещё ребёнком склонным к художественному творчеству, начал рисовать окрестности своего дома в долине реки Кликитат. Его сестра — Элизабет Пэрротт Понд (Elizabeth Parrott Pond) также стала известной художницей в штате Вашингтон.
Свою первую студию Уильям Пэрротт открыл в Портленде в 1867 году. Проведя там 20 лет, закрыл её и провел несколько лет на природе штатов Орегон, Вашингтон и Калифорния. В 1906 году он основал новую студию в Окленде, Калифорния и в течение шести работал там вместе со своей второй женой — Сью Пэрротт (Sue Hendershott Parrott), также известной художницей, после чего снова вернулся в родные места округа Кликитат. Когда в 1911 году здоровье художника начало ухудшаться, он вернулся на Северо-Запад, где прожил до конца жизни с другой своей сестрой — Джейн в городе Голдендейл, штат Вашингтон.
Умер 7 июня 1915 года в Голдендейле. Был похоронен на городском кладбище IOOF Mountain View Cemetery.
Созданные им пейзажи гор, озёр и других живописных мест на тихоокеанском побережье принесли Уильяму Пэрротту широкую известность. Работы художника находятся в ряде музеев США.